# 99 (음반)
99는 대한민국의 힙합 그룹 에픽하이가 2012년 10월 23일에 발매한 정규 7집 음반이다. 디지털 음원은 10월 19일에 발매되었다. 에픽하이가 Epilogue 이후로 약 2년 반 만에 발매하는 99는 세 멤버가 모두 YG 엔터테인먼트에 들어간 뒤 처음 발매한 음반으로, 총 10개의 트랙으로 구성되어 있다. 두 곡을 내세운 더블 타이틀 곡 형식을 선택했으며, 2NE1의 박봄이 피처링으로 참여한 1번 트랙 "Up"과 안티팬들에 대한 증오를 재치있게 담아낸 2번 트랙 "Don't Hate Me"이 타이틀 곡으로 선택되었다. 이에 앞서 선 공개곡으로 발매된 〈춥다〉 등이 수록되어 있다. 6번 트랙 〈비켜〉와 8번 트랙 "Ghost"는 음반에만 실려있는 곡으로, 디지털 음원으로는 들을 수 없다.

## 수록곡
전체 작사: 타블로, 미쓰라 진 (8번 "Ghost"는 작사 없음.)
| #   | 제목                                   | 작곡             | 스크래치 | 재생 시간 |
| --- | -------------------------------------- | ---------------- | -------- | --------- |
| 1.  | 〈UP〉 (Feat. 박봄)                    | 타블로, Dee.P    | DJ 투컷  | 3:42      |
| 2.  | 〈Don't Hate Me〉                      | 타블로, Choice37 | DJ 투컷  | 3:43      |
| 3.  | 〈사랑한다면 해선 안될 말〉            | 타블로, 최필강   |          | 3:41      |
| 4.  | 〈춥다〉 (Feat. 이하이)                | 타블로, 최필강   |          | 4:10      |
| 5.  | 〈아까워〉 (Feat. 개코 of Dynamic Duo) | 타블로, DJ 투컷  |          | 3:43      |
| 6.  | 〈비켜A〉                              | 타블로, Choice37 | DJ 투컷  |           |
| 7.  | 〈악당〉                               | 타블로, Dee.P    | DJ 투컷  | 4:11      |
| 8.  | 〈GhostA〉 (Interlude)                 | 최필강           |          |           |
| 9.  | 〈Kill This Love〉                     | 타블로, 최필강   | DJ 투컷  | 3:55      |
| 10. | 〈New Beautiful〉                      | 타블로, Dee.P    |          | 3:29      |

- Album Only^디지털 음원으로 발매되지 않고 음반에만 수록되어 있는 곡.